# Ramon Zenker
Ramon Zenker (* 11. November 1968 in Willich) ist ein deutscher Musikproduzent. Er lebt mit seiner Frau Selda Zenker in Meerbusch. Zenker hat unter vielen verschiedenen Namen veröffentlicht und ist bei vielen Projekten beteiligt. Dazu gehören Charterfolge wie Bellini genauso wie „unkommerzielle“ Acts wie Hardfloor.

## Karriere
Mit zwölf Jahren begann Zenker Keyboard zu spielen und lernte parallel dazu auch Bassgitarre. Ende der 1980er Jahre arbeitete er in einem Tonstudio in Kaarst und zusammen mit dem Betreibern diese Studios gelang ihm bereits 1989 sein erster Charterfolg mit Honesty 69: French Kiss, ein House-Lied (und Coverversion des gleichnamigen Tracks von Lil’ Louis).
In die Hitparade gelangten in den 1990er Jahren unter anderem Who Is Elvis und Forever Young (eine Alphaville-Coverversion) mit dem Projekt Interactive (zusammen mit Jens Lissat und Marc Innocent), Acid Folk (Perplexer), I Believe (Celvin Rotane), Samba de Janeiro (Bellini) und Where are you (Paffendorf). Auch international sind seine Produktionen sehr erfolgreich. Mit dem Projekt Fragma und Toca’s Miracle stieg er im Jahr 2000 direkt auf Platz eins in die englischen Verkaufscharts ein. Auch die Nachfolgesingles Everytime You Need Me und You Are Alive erreichten die englischen Top 5. 2005 remixte er den Song „Cha Cha Cha“ der kubanischen Sängerin & Songwriterin Addys Mercedes. Ein Remix von Toca′s Miracle schaffte 2008 erneut den Einstieg in die englischen Top 20.

## Projekte
- A2Z
- Ad Hoc
- Base Unique
- Brett
- Bellini
- Bellini Brothers
- Casper Klyne
- Celvin Rotane
- CR2
- Da damn phreak noize Phunk
- Dance Aid
- E-Trax
- Exit EEE
- F-Action
- Fact of Spirit
- First Patrol
- Friends of Mr Cairo
- Friends of Nostradamus
- Fragma
- Hardfloor
- Interactive
- Jlrz
- Junge Junge
- La Voix
- La Rocca
- Low Budget
- Luxoria
- Maxim
- Mega’Lo Mania
- Mr. Matey
- N-Core
- Neuroglider
- The Object
- Ooze
- Pacha Rebels
- Paradyze Club
- Phantomas
- Phenomenia
- Paffendorf
- Perplexer
- Purple Code
- Q-Ram
- Quatermain
- Rave-O-Lution
- Selda
- Soon
- STFU
- Synergist
- Supercharger
- Tainted Two
- Twin EQ
- Tom Tom
- Tool Box
- Twin EQ
- U-People
- Voodoo Nation
- Zen-Kei
- Heckmann & Zenker
- Klein & Zenker
- Moguai & Zenker